# Freeze Me
Pour les articles homonymes, voir Freezer (homonymie).
Pour plus de détails, voir Fiche technique et Distribution.
Freeze Me est un film japonais réalisé par Takashi Ishii, sorti en 2000 par Nikkatsu.

## Synopsis
Chihiro a été violée par trois hommes, il y a cinq ans. Pour oublier ce passé, elle a quitté son village natal et refait sa vie à Tokyo. Sur le point d'épouser l'homme qui l'aime, Chihiro est rejoint par son passé en la personne d'un des violeurs qui l'a retrouvée et qui est bien décidé de remettre "le couvert" avec ses deux acolytes. Chihiro arrive à se débarrasser de ce dernier mais les deux autres ne vont pas tarder à débarquer...

## Fiche technique
- Titre : Freeze Me
- Réalisation : Takashi Ishii
- Scénario : Takashi Ishii
- Production : Takashi Ishii, Nobuaki Nagae et Taketo Niitsu
- Musique : Gorō Yasukawa
- Photographie : Yasushi Sasakibara
- Montage : Inconnu
- Pays d'origine : Japon
- Langue : japonais
- Format : Couleurs - 1,33:1 - Stéréo - 35 mm
- Genre : Thriller, horreur
- Durée : 101 minutes
- Date de sortie : 27 mai 2000 (Japon)

## Distribution
- Harumi Inoue : Chihiro
- Shingo Tsurumi : Kojima
- Kazuki Kitamura : Hirokawa
- Shunsuke Matsuoka : Nogami
- Naoto Takenaka : Baba